# مارمالاد (فیلم)
مارمالاد (انگلیسی: Marmalade) یک فیلم سرقت عاشقانه آمریکایی محصول سال ۲۰۲۴ به نویسندگی و کارگردانی کی‌یر او دانل در اولین کارگردانی خود با بازی جو کیری، کامیلا مورون و آلدیس هاج است.
مارمالاد در ۹ فوریه ۲۰۲۴ و بنا به تقاضا در سینماها اکران شد.

## داستان
بارون، یک جوان خوش‌قلب اما ساده دل است که در زندان به سر می‌برد. وقتی هم‌سلولی جدیدش، اوتیس، می‌گوید که دارای یک طرح فرار از زندان است، بارون برای کمک به او و قرار دادن برنامه‌ای برای فرار از زندان به کمک اوتیس می‌رود. او می‌خواهد تا با پولی که به اوتیس قول داده، هم‌سلولی خود را از زندان بیرون بیاورد و عشقش را دوباره برگرداند.

## تولید
فیلمبرداری اصلی در ژوئیه ۲۰۲۲ در مینه‌سوتا به پایان رسید.

## بازخوردها
- در وب‌سایت جمع‌آوری نقد راتن تومیتوز از بررسی‌های ۱۷ منتقد، با میانگین امتیاز ۶٫۴ از ۱۰ مثبت هستند.
- در متاکریتیک که از میانگین وزنی استفاده می‌کند، بر اساس ۶ منتقد، امتیاز ۵۱ از ۱۰۰ را به فیلم اختصاص داده است که نشان دهنده نقدهای «مختلط یا متوسط» است.
- لزلی فلپرین که برای گاردین می‌نویسد، فیلم را به دلیل حضور قوی بازیگران اصلی و پایان «غافلگیرکننده» آن تحسین کرد.[۴]